# Józef Chmiel (architekt)

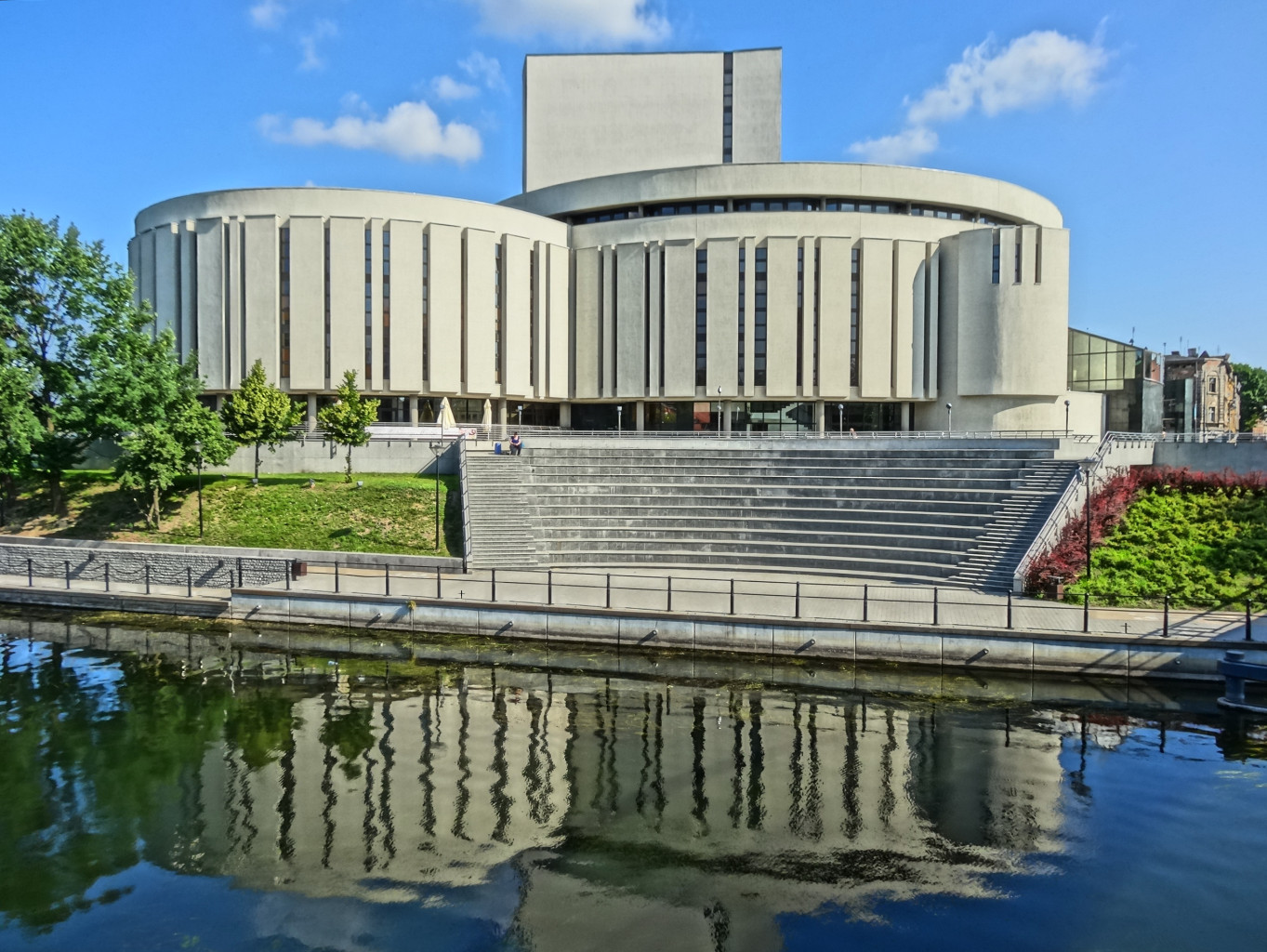
Opera Nova w Bydgoszczy projektu Józefa Chmiela

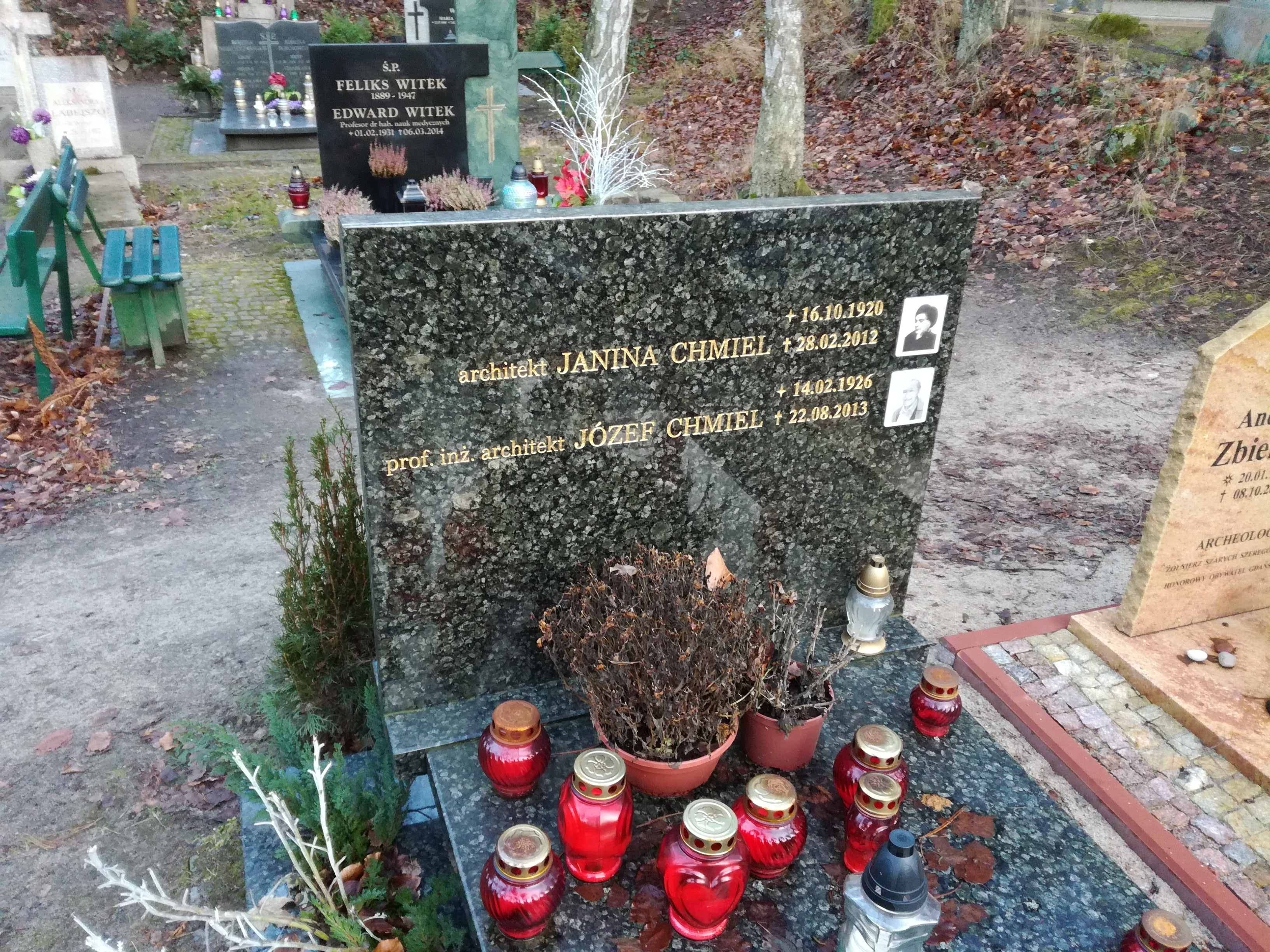
Grób Józefa Chmiela na cmentarzu Srebrzysko

Józef Chmiel (ur. 14 lutego 1926 w Starej Soli, zm. 22 sierpnia 2013 w Gdańsku) – polski architekt, profesor Zakładu Architektury Użyteczności Publicznej na Wydziale Architektury Politechniki Gdańskiej, założyciel Autorskiej Pracowni Architektonicznej „Teatr”.

## Życiorys
Absolwent Wydziału Architektury Politechniki Gdańskiej z 1950, i późniejszy wieloletni wykładowca na tej uczelni. Jako architekt specjalizował się w projektowaniu budynków o przeznaczeniu teatralnym.
Ojciec gdańskiej architekt i posłanki Małgorzaty Chmiel. Został pochowany na cmentarzu Srebrzysko w Gdańsku (rejon III, taras I).

## Projekty
- Teatr Muzyczny im. Danuty Baduszkowej w Gdyni (1970, wraz z Danielem Olędzkim), oraz projekt przebudowy tego teatru z 2009
- Opera Nova w Bydgoszczy (wraz z Andrzejem Prusiewiczem)
- Scena Kameralna w Teatrze Narodowym w Warszawie
- Centrum Kongresowe w Warszawie
- Teatr Miejski w Kwidzynie (wraz z Ryszardem Semką)
- odbudowa Teatru Narodowego w Warszawie po pożarze w 1985
- przebudowa i rozbudowa Opery Kameralnej
- przebudowa i rozbudowa Teatru Rampa w Warszawie (wraz z Danielem Olędzkim),
- przebudowa i rozbudowa Teatru im. Aleksandra Fredry w Gnieźnie
- przebudowa i rozbudowa Teatru Rozrywki w Chorzowie
- przebudowa i rozbudowa Teatru Polskiego w Szczecinie
- przebudowa i rozbudowa Teatru Muzycznego w Łodzi.
- modernizacja Sali Kongresowej w Pałacu Kultury i Nauki w Warszawie (2005)
- Teatr Opery i Baletu w Astanie